# Moxa

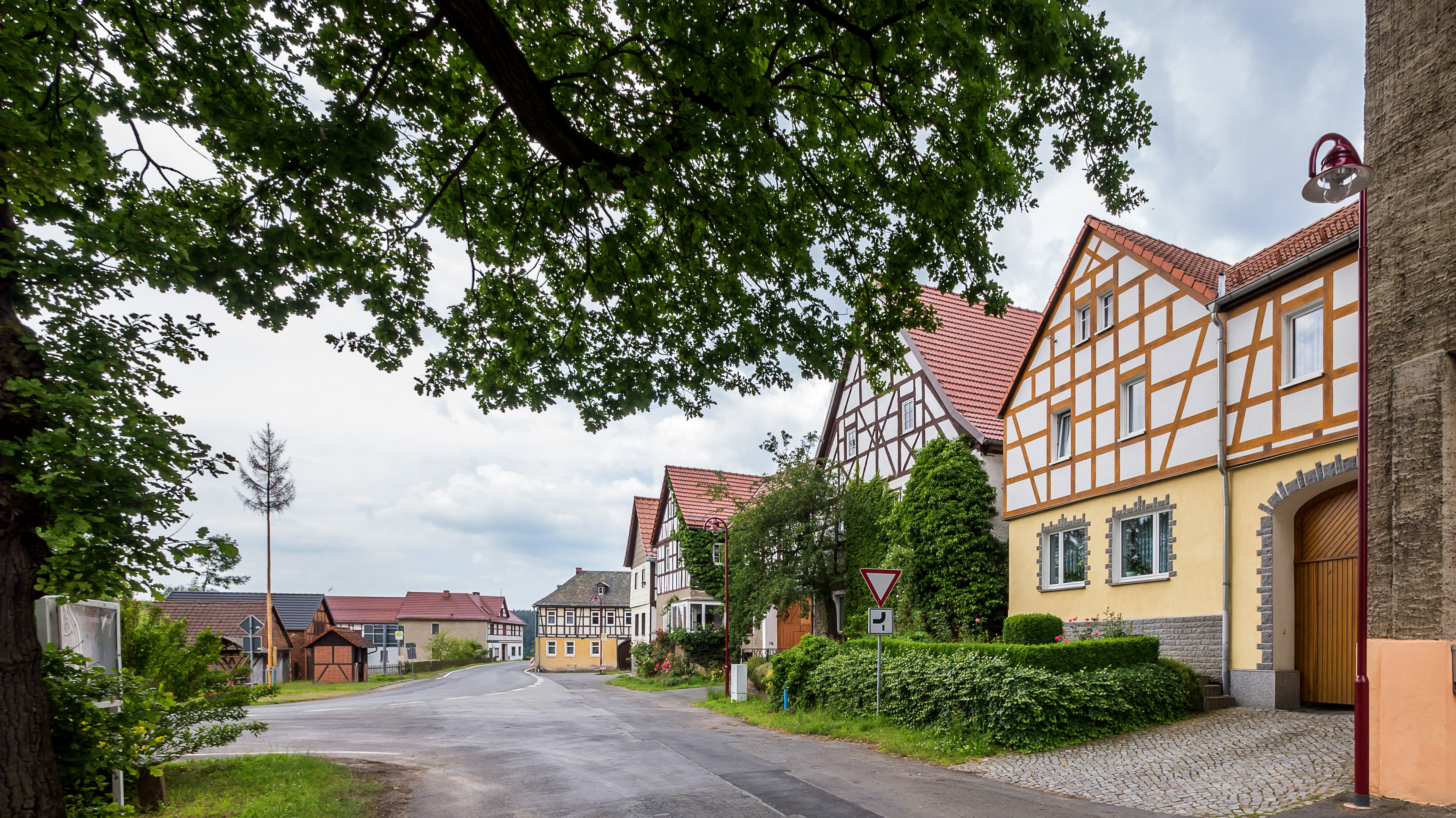
Ortslage

Moxa ist eine Gemeinde in der Verwaltungsgemeinschaft Ranis-Ziegenrück im thüringischen Saale-Orla-Kreis.

## Lage
Moxa liegt im Südostthüringer Schiefergebirge. Die nach Westen vorgelagerten Hügel und Anhöhen zur Saaletalsperre sind bewaldet. Südlich liegt die Stadt Ziegenrück und nördlich Pößneck. Moxa ist verkehrsmäßig gut angebunden. Die Landesstraßen 1102, 1104 und 1100 erfassen das Dorf.

## Geschichte
Erstmals urkundlich belegt ist Moxa im Jahre 1295. Während des Dreißigjährigen Krieges wurde das Dorf durch einen Brand vollkommen zerstört. Auch die mittelalterliche Sornitzburg, rechts des Weges nach Ziegenrück liegend, wurde 1640 verwüstet (Sornitz). Das Dorf wurde anschließend oberhalb des ehemaligen Siedlungsplatzes in der Form eines Anger-Platzdorfes neu aufgebaut. Die Stelle der Wasserburg wurde 1884 in einen Teich umgewandelt. Der Name Moxa ist sorbischen Ursprungs und änderte sich im Laufe der Jahre von Mugczow oder Moxzow zur heutigen Schreibweise Moxa. Der Ort gehörte bis 1815 zum kursächsischen Amt Ziegenrück und kam nach dessen auf dem Wiener Kongress beschlossenen Abtretung an den preußischen Landkreis Ziegenrück, zu dem der Ort bis 1945 gehörte.

### Einwohnerentwicklung
Entwicklung der Einwohnerzahl (ab 1994: Stand jeweils 31. Dezember):
| - 1933: 132 - 1939: 134 - 1994: 94 - 1995: 101 - 1996: 95 - 1997: 90 - 1998: 89 | - 1999: 89 - 2000: 87 - 2001: 89 - 2002: 88 - 2003: 93 - 2004: 94 - 2005: 92 | - 2006: 92 - 2007: 87 - 2008: 88 - 2009: 86 - 2010: 86 - 2011: 86 - 2012: 89 | - 2013: 88 - 2014: 83 - 2015: 81 - 2016: 84 - 2017: 80 - 2018: 78 - 2019: 75 | - 2020: 82 - 2021: 78 - 2022: 80 - 2023: 78 - 2024: 81 |

Datenquelle ab 1994: Thüringer Landesamt für Statistik

## Politik

### Bürgermeister
Von 2004 bis 2022 war Karin Knoll Bürgermeisterin, sie wurde 2010 und 2016 wiedergewählt. 2022 wurde Antje Kaiser zur neuen Bürgermeisterin von Moxa gewählt. Nach einem Rücktritt Kaisers im Oktober 2022 wurde Johannes Linke von der AfD im Januar 2023 zum Bürgermeister gewählt.

### Wappen
Die  Gemeinde Moxa führt ein eigenes Wappen mit folgender Blasonierung:
„Auf dem Wappen ist eine kräftig gewachsene Fichte in grün abgebildet. Der Hintergrund des Wappens ist oberhalb der Wellenlinie, die den Waldboden darstellt, geviertelt. Die gegenüberliegenden Flächen sind von gleicher Farbgebung. Die rechte obere und die linke untere Fläche ist schwarz, die linke obere und die rechte untere Fläche ist silbern. Der Hintergrund im Wurzelbereich ist weiß.“

### Flagge
Die Gemeinde führt keine eigene  Flagge, sondern bedient sich der Flagge des Landes Thüringen.

## Bildung
Am Rande des Ortes befinden sich das Geodynamische Observatorium Moxa der Friedrich-Schiller-Universität Jena sowie das Zentrum für die Ingenieuranalyse von Erdbebenschäden der Bauhaus-Universität Weimar. Hier werden Aufzeichnungen über Erdbeben auf der ganzen Welt geführt und ausgewertet.